# Lingua yapese
La lingua yapese (nome in inglese, nome locale Wa'ab) è una lingua oceanica parlata a Yap negli Stati Federati di Micronesia.

## Distribuzione geografica
Secondo Ethnologue, la lingua yapese è parlata da circa 7.000 persone sull'isola di Yap, da cui prende il nome, e su una decina di altre isole dell'arcipelago delle Caroline.

## Ortografia e sistema di scrittura
La lingua yapese è scritta in alfabeto latino.
Il colpo di glottide interviene di solito prima delle vocali all'inizio delle parole e anche alla fine delle parole. In ortografia moderna (dal 1970) è indicato con una q.

## Classificazione
Non è una lingua facile da classificare e viene di solito imparentata con le lingue oceaniche delle isole dell'Ammiragliato.
Secondo Ethnologue, la classificazione della lingua yapese è la seguente:
- Lingue austronesiane
  - Lingue maleo-polinesiache
    - Lingue maleo-polinesiache centro-orientali
      - Lingue maleo-polinesiache orientali
        - Lingue oceaniche
          - Lingua yapese

## Grammatica
La tipologia linguistica è Verbo Soggetto Oggetto.